# Bulgarischer Fußballpokal 2023/24
Der Bulgarischer Fußballpokal 2023/24 war die 84. Austragung des Pokalwettbewerbs im Fußball in Bulgarien. Titelverteidiger war Ludogorez Rasgrad, der das Finale erneut erreichte. Dabei setzte sich aber Botew Plowdiw mit 3:2 und damit gewann sein viertes Pokal in der Vereinsgeschichte.

## Modus
Die Begegnungen wurden mit Ausnahme des Halbfinales in einem Spiel entschieden. Bei unentschiedenem Ausgang gab es eine Verlängerung von zweimal 15 Minuten und gegebenenfalls ein Elfmeterschießen. Im Halbfinale entschied zunächst eine Verlängerung und falls erforderlich ein Elfmeterschießen. In den ersten beiden Runden hatten unterklassige Mannschaften Heimrecht.

## Teilnehmer
| Parwa liga (16) | Wtora liga (16) | Regionalcup (16) |
| --- | --- | --- |
| - Arda Kardschali - Beroe Stara Sagora - Botew Plowdiw - FC Botew Wraza - SFK Etar Weliko Tarnowo - FC Hebar Pasardschik - FC Krumowgrad - Lewski Sofia - Lokomotive Plowdiw - Lokomotive Sofia - Ludogorez Rasgrad - Pirin Blagoewgrad - Slawia Sofia - Tscherno More Warna - ZSKA Sofia - ZSKA 1948 Sofia | - FC Bdin Widin - Belasiza Petritsch - PFC Dobrudscha Dobritsch - FC Dunaw Russe - Jantra Gabrowo - Litex Lowetsch - Marek Dupniza - Mariza Plowdiw - PFK Montana - Septemwri Sofia - FK Spartak Plewen - Spartak Warna - FK Sportist Swoge - Strumska Slawa Radomir - Tschernomorez Baltschik - Tschernomorez Burgas | Nordwest Gruppe: - Lok Gorna Orjachowiza (III) - FC Sewliewo (III) - Losen 1924 Suchindol (IV) - Septemwri Gloschene (IV) Nordost Gruppe: - Fratria Warna (III) - Swetkawiza Targowischte (III) - FK Septemwri Terwel (III) - Tschernolomez Popowo (III) Südwest Gruppe: - FC Balkan Botewgrad (III) - FC Kjustendil (III) - Wichren Sandanski (III) - FC Metalurg Pernik (IV) Südost Gruppe: - PFK Nessebar (III) - Rosowa Dolina Kasanlak (III) - Sajana Chaskowo (III) - Spartak Plowdiw (III) |

## Vorrunde
Teilnehmer: 16 Zweitligisten und 16 Sieger des regionalen Amateurwettbewerbs. Die Auslosung war am 25. August 2023.
| Datum      |                               | Ergebnis              |                               |
| ---------- | ----------------------------- | --------------------- | ----------------------------- |
| 05.09.2023 | FC Kjustendil (III)           | 1:1 n. V. (2:4 i. E.) | FC Dunaw Russe (II)           |
| 06.09.2023 | FC Metalurg Pernik (IV)       | 0:1                   | Tschernomorez Baltschik (II)  |
| 06.09.2023 | Rosowa Dolina Kasanlak (III)  | 0:1                   | FC Bdin Widin (II)            |
| 06.09.2023 | Swetkawiza Targowischte (III) | 1:4                   | Litex Lowetsch (II)           |
| 06.09.2023 | Wichren Sandanski (III)       | 4:3                   | Marek Dupniza (II)            |
| 08.09.2023 | Fratria Warna (III)           | 1:3                   | Spartak Warna (II)            |
| 09.09.2023 | Tschernolomez Popowo (III)    | 0:1                   | PFC Dobrudscha Dobritsch (II) |
| 09.09.2023 | Sajana Chaskowo (III)         | 0:3                   | Jantra Gabrowo (II)           |
| 09.09.2023 | Septemwri Gloschene (IV)      | 0:3                   | FK Spartak Plewen (II)        |
| 09.09.2023 | FK Septemwri Terwel (III)     | 1:0                   | Belasiza Petritsch (II)       |
| 12.09.2023 | FC Balkan Botewgrad (III)     | 2:1 n. V.             | PFK Montana (II)              |
| 12.09.2023 | Lok Gorna Orjachowiza (III)   | 1:2                   | FK Sportist Swoge (II)        |
| 12.09.2023 | Losen 1924 Suchindol (IV)     | 0:5                   | Strumska Slawa Radomir (II)   |
| 12.09.2023 | PFK Nessebar (III)            | 2:4                   | Septemwri Sofia (II)          |
| 13.09.2023 | Mariza Plowdiw (III)          | 1:3                   | Tschernomorez Burgas (II)     |
| 13.09.2023 | Spartak Plowdiw (III)         | 0:5                   | Mariza Plowdiw (II)           |

## 1. Runde
Teilnehmer: Die 16 Sieger der Vorrunde und alle 16 Erstligisten. Die Auslosung erfolgte am 3. Oktober 2023.
| Datum      |                               | Ergebnis              |                             |
| ---------- | ----------------------------- | --------------------- | --------------------------- |
| 14.10.2023 | PFC Dobrudscha Dobritsch (II) | 3:4 n. V.             | Lokomotive Plowdiw (I)      |
| 14.10.2023 | FK Septemwri Terwel (III)     | 0:4                   | Arda Kardschali (I)         |
| 14.10.2023 | FK Spartak Plewen (II)        | 0:1                   | Lokomotive Sofia (I)        |
| 14.10.2023 | FK Sportist Swoge (II)        | 0:1                   | FC Hebar Pasardschik (I)    |
| 14.10.2023 | Wichren Sandanski (III)       | 0:1                   | Pirin Blagoewgrad (I)       |
| 31.10.2023 | Litex Lowetsch (II)           | 1:0                   | Tscherno More Warna (I)     |
| 01.11.2023 | Mariza Plowdiw (II)           | 0:1                   | ZSKA 1948 Sofia (I)         |
| 01.11.2023 | Septemwri Sofia (II)          | 5:5 n. V. (3:4 i. E.) | FC Botew Wraza (I)          |
| 01.11.2023 | Spartak Warna (II)            | 1:0                   | FC Krumowgrad (I)           |
| 08.11.2023 | Strumska Slawa Radomir (II)   | 0:3                   | Botew Plowdiw (I)           |
| 09.11.2023 | Tschernomorez Baltschik (II)  | 0:3                   | ZSKA Sofia (I)              |
| 18.11.2023 | FC Bdin Widin (II)            | 1:2 n. V.             | Beroe Stara Sagora (I)      |
| 18.11.2023 | Tschernomorez Burgas (II)     | 2:3 n. V.             | SFK Etar Weliko Tarnowo (I) |
| 22.11.2023 | FC Balkan Botewgrad (III)     | 0:4                   | Ludogorez Rasgrad (I)       |
| 22.11.2023 | FC Dunaw Russe (II)           | 1:3                   | Lewski Sofia (I)            |
| 23.11.2023 | Jantra Gabrowo (II)           | 1:4                   | Slawia Sofia (I)            |

## Achtelfinale
Die Auslosung erfolgte am 10. November 2023.
| Datum      |                             | Ergebnis              |                        |
| ---------- | --------------------------- | --------------------- | ---------------------- |
| 18.11.2023 | Lokomotive Sofia (I)        | 0:0 n. V. (1:4 i. E.) | Spartak Warna (II)     |
| 18.11.2023 | Pirin Blagoewgrad (I)       | 2:1 n. V.             | FC Botew Wraza (I)     |
| 05.12.2023 | Arda Kardschali (I)         | 4:1                   | Litex Lowetsch (II)    |
| 05.12.2023 | Slawia Sofia (I)            | 0:1                   | ZSKA Sofia (I)         |
| 06.12.2023 | FC Hebar Pasardschik (I)    | 2:1                   | Lewski Sofia (I)       |
| 06.12.2023 | Ludogorez Rasgrad (I)       | 4:0                   | Lokomotive Plowdiw (I) |
| 07.12.2023 | ZSKA 1948 Sofia (I)         | 2:1                   | Beroe Stara Sagora (I) |
| 07.12.2023 | SFK Etar Weliko Tarnowo (I) | 2:4                   | Botew Plowdiw (I)      |

## Viertelfinale
Die Auslosung erfolgte am 15. Dezember 2023.
| Datum      |                          | Ergebnis |                       |
| ---------- | ------------------------ | -------- | --------------------- |
| 27.02.2024 | Botew Plowdiw (I)        | 2:1      | Spartak Warna (II)    |
| 28.02.2024 | FC Hebar Pasardschik (I) | 2:1      | Pirin Blagoewgrad (I) |
| 28.02.2024 | ZSKA Sofia (I)           | 1:0      | Arda Kardschali (I)   |
| 29.02.2024 | Ludogorez Rasgrad (I)    | 3:1      | ZSKA 1948 Sofia (I)   |

## Halbfinale
| Datum             |                       | Gesamt |                          | Hinspiel | Rückspiel |
| ----------------- | --------------------- | ------ | ------------------------ | -------- | --------- |
| 17.04./01.05.2024 | ZSKA Sofia (I)        | 0:3    | Botew Plowdiw (I)        | 0:1      | 0:2       |
| 24.04./02.05.2024 | Ludogorez Rasgrad (I) | 9:0    | FC Hebar Pasardschik (I) | 4:0      | 5:0       |

## Finale
| Paarung           | Ludogorez Rasgrad – Botew Plowdiw |
| Ergebnis          | 2:3 (1:2) |
| Datum             | 15. Mai 2024 um 18:00 Uhr |
| Stadion           | Wassil-Lewski-Stadion, Sofia |
| Zuschauer         | 11.334 |
| Schiedsrichter    | Dragomir Draganow (Warna) |
| Tore              | 0:1 Conte (4.) 1:1 Duah (8.) 1:2 Sekulić (45.) 1:3 Emmanuel (58.) 2:3 Rwan Cruz (71.) |
| Ludogorez Rasgrad | Damjan Christow (46. Plamen Pepeljaschew) – Son, Noah Sonko Sundberg, Dinis Almeida, Anton Nedjalkow (81. Denny Gropper) – Pedro Naressi (82. Todor Nedelew), Claude Gonçalves (62. Rwan Cruz) – Caio Vidal (66. Spas Delew), Jakub Piotrowski, Rick – Kwadwo Duah Cheftrainer: Georgi Dermendschiew         |
| Botew Plowdiw     | Hidajet Hankić – Nikolaj Minkow, Joonas Tamm, Antoine Conte, Konstantinos Balogiannis – James Eto’o , Antonio Perera – Umeh Emmanuel, Iwelin Popow (84. Atanas Tschernew), Mohamed Brahimi (90.+2' Janis Karabeljow) – Martin Sekulić (76. Ehije Ukaki) Cheftrainer: Dušan Kerkez ( Bosnien und Herzegowina) |
| Gelbe Karten      | Piotrowski (10.), Vidal (36.), Naressi (77.) – Minkow (40.), Eto’o (77.), Kerkez (88.) Brahimi (77.), Conte (90.+10') |
| Besonderheiten    | Rwan Cruz schießt Foulelfmeter über die Latte (90.+11') |